# Життя під час війни (роман)
«Життя під час війни» (англ. Life During Wartime) — науково-фентезійний роман американського письменника Луціуса Шепарда. Його другий роман, що вийшов у видавництві Bantam Books 1987 року, того ж року був номінований на меморіальну премію імені Філіпа К. Діка. 1990 року став переможцем премії імені Курда Лассвіца.

## Сюжет
Девід Мінголла є артилерійським спеціалістом в армії Сполучених Штатів, який вступає в найближчому майбутньому в Центральноамериканську війну (посилання на майбутнє «Афганістан у 89 році» та ядерна зброя, яка знищила Тель-Авів). Оскільки його підрозділ служить у «Вільній окупованій Гватемалі», Мінголла йде на відпустку і зустрічається з жінкою, яку звати Дебора в кантіні. Вони поступово стають коханцями; однак, коли вони наближаються один до одного, Мінголла відчуває інтенсивний психічний біль, пізніше визначений як психічне зондування свого розуму.
Незабаром після цього Мінголла набирається в «Псікорпс», елітну групу екстрасенсів, зібрану Сполученими Штатами, щоб протистояти впливу Радянського Союзу. Дебора, ветеран повстання, яке з самого спочатку призвело до американського втручання, визначається його основною ціллю. Пройшовши підготовку Псікорпса по вдосконаленню своїх розумових здібностей, Мінголла дізнається, що цей фронт «Холодної війни» (роман опубліковано до 1991 року, до падіння СРСР), а сама війна — це маніпуляція двох панамських родин — Мадрадона та Сотомайорів протягом трьох століть, щоб збільшити психічний потенціал людства, а також їхнє власне генетичне різноманіття.
Мінголла і Дебора зустрічаються діляться кілька разів, перед їхньою зустріччю з Мадрадонами й Сотомайорами у Санта-Марія де ла Антигва (Панама), втягуючись в перестрілку з членами колишнього загону Мінголли, яка завершується ядерним руйнуванням Панама-Сіті. Девід і Девора покидають місто та їхні колишні друзі, а також своїх ворогів, вирішивши, що зрештою найважливішим є їх кохання один до одного, єдиний елемент, який не мав явної маніпуляції.
Вигадана робота неодноразово виділялася в романі, збірка коротких оповідань Хуана Пасторіна «Фіктивний пансіонат» надає підказки про природу роману та досвід Мінголли у свого роду передбаченні. Лірика «Пролера» чує або думає, що серед членів загону Мінголли, яка підписує «Життя під час війни», також виконує цю функцію. Як підказка до твору письменника-фантаста Філіпа Діка, сам текст не дає чіткого або об'єктивного висновку про те, що насправді сталося з Мінголлою або про те, що було галюцинацією з його боку. (Одного разу під час подорожі Мінголли, AI, який поєднує зламаний вертоліт Сікорський та довгострокову керовану ракету, наштовхує його на «одкровення».) Інтенсивна лікарська терапія PsiCorps для відтворення потенціалу Мінголли, а також наявність та використання «Семмі» (скорочення слова Самурай, інтенсивного стимулятора) та «Мороз», надзвичайно захоплива версія кокаїну, роблять третю точку зору людини необхідною для цього роману.